# دی‌استیل
دی‌استیل (به انگلیسی: Diacetyl) با فرمول شیمیایی C۴H۶O۲ یک ترکیب شیمیایی با شناسه پاب‌کم ۶۵۰ است. که جرم مولی آن ۸۶٫۰۸۹۲ g/mol می‌باشد. شکل ظاهری این ترکیب، مایع سبز مایل به زرد است.